# Piperia
Piperia es un género de orquídeas perteneciente a la subfamilia Orchidoideae.
Este género tiene las siguientes características: (a) es una planta bisexual perenne que crece de tubérculos enterrados, el fruto es una  cápsula con numerosas semillas diminutas; (c) el polen es pegajoso y  es eliminado en sacos de anteras sésiles, y (d) el estigma está fusionado con su estilo en una columna. Recibe el nombre en honor del botánico estadounidense Charles V. Piper. El género se manifiesta generalmente en inflorescencias cilíndricas de espigas o racimos.
La arquitectura del subsuelo de estas orquídeas silvestres terrestres se compone de una estructura de rizoma, a partir de la cual emanan los tubérculos. El rizoma contiene extractos de hongos nutrientes intermedios y también puede almacenar algunos de estos nutrientes. Una roseta basal de hojas se desarrolla a partir del tubérculo en la superficie del suelo, cada uno con dos o tres hojas en forma de lanza.  Cada hoja varía de 10 a 15 centímetros de longitud y 20 a 35 milímetros de ancho. Las hojas de las plantas más jóvenes suelen ser más pequeñas en tamaño.
Piperia yadonii exhibe una sola flor nervada de uno a dos milímetros de ancho y una roseta basal de hojas en formación. 
Etimología
Piperia: nombre genérico otorgado en honor del botánico Charles Vancouver Piper.

## Especies dePiperia
| - Piperia candida - Piperia colemanii - Piperia cooperi - Piperia dilatata - Piperia elegans | - Piperia elongata - Piperia lancifolia - Piperia leptopetala - Piperia longispica - Piperia maritima | - Piperia michaeli - Piperia multiflora - Piperia transversa - Piperia unalascensis - Piperia yadonii |